# Canottaggio ai I Giochi del Mediterraneo
Le competizioni di canottaggio ai I Giochi del Mediterraneo sono svolte nel 1951 ad Alessandria d'Egitto, in Egitto.

## Podi

### Uomini
| Evento        | Oro | Perform. | Argento          | Perform. | Bronzo               | Perform. |
| Singolo       | Hussein El Alfi | 8.06,5   | Silvio Bergamini | 8.16,0   | Panagiotis Skarpetas | 8.37,0   |
| Due di coppia | Italia Antonio Balossi Silvio Bergamini | 8.15,0   | Non attribuita   |          | Non attribuita       |          |
| Due con       | Italia Giuseppe Ramani Aldo Tarlao Luciano Marion                                                                                                  | 8.13,0   | Grecia           | 8.18,0   | Egitto               | 8.45,0   |
| Quattro con   | Italia Reginaldo Polloni Francesco Gotti Angelo Ghidini Guido Cristinelli Domenico Cambieri                                                        | 7.38,0   | Egitto           | 7.53,0   | Grecia               | 8.04,0   |
| Otto con      | Italia Reginaldo Polloni Francesco Gotti Angelo Ghidini Guido Cristinelli Erio Bettega Nicolò Simone Giuseppe Ramani Aldo Tarlao Domenico Cambieri | 6.43,0   | Egitto           | 9.59,0   | Non attribuita       |          |

## Medagliere
La nazione ospitante è evidenziata.
| Posizione | Paese  | Oro | Argento | Bronzo | Totale |
| --------- | ------ | --- | ------- | ------ | ------ |
| 1         | Italia | 4   | 1       | 0      | 5      |
| 2         | Egitto | 1   | 2       | 1      | 4      |
| 3         | Grecia | 0   | 1       | 2      | 3      |
| Totale    | Totale | 5   | 4       | 3      | 12     |